# Wendy Toye
Wendy Toye (Londres, 1.º de maio de 1917 – Londres, 27 de fevereiro de 2010) foi uma produtora de cinema britânica.